# Szklarka szklarniowa
Szklarka szklarniowa (Zonitoides arboreus) – inwazyjny gatunek ślimaka trzonkoocznego z rodziny brzuchozębnych (Gastrodontidae), pochodzący z Ameryki Północnej. Jest drugim w Polsce – po szklarce obłystek (Zonitoides nitidus) – przedstawicielem tej rodziny, obcym dla fauny Polski.

## Występowanie
Naturalny zasięg występowania tego gatunku obejmuje Amerykę Północną, od Kolumbii Brytyjskiej na zachodzie Kanady po Nową Fundlandię na wschodzie, przez całe Stany Zjednoczone po Meksyk i Kostarykę w Ameryce Centralnej. Na obszarze naturalnego zasięgu jest szeroko rozprzestrzeniony, często występuje bardzo licznie. Preferuje środowiska leśne, wilgotne, ale spotykany jest też w antropogenicznych, takich jak ogrody, czy na terenach zurbanizowanych. Występuje na różnych wysokościach, do 3800 m n.p.m.
Z rodzimego kontynentu rozprzestrzenił się po całym niemal świecie. Stwierdzono jego występowanie w Australii, Japonii, Paragwaju, Europie, na Madagaskarze i w wielu częściach Afryki. W warunkach europejskich może tworzyć trwałe populacje, przy czym w wyższej szerokości geograficznej występuje tylko w szklarniach. W Polsce stwierdzono jego obecność w szklarni Ogrodu Botanicznego w Krakowie. Ślimak został tam zawleczony prawdopodobnie z transportem egzotycznych roślin. 

## Budowa
Muszla szklarki szklarniowej jest jasnobrązowo-żółta, przezroczysta o lśniącej powierzchni, szerokości 4,5–6 mm, wysokości 1,7–3 mm, z 4–4,5 regularnymi skrętami. Dołek osiowy jest głęboki, szerszy niż u pokrewnej szklarki obłystek.
Ciało ślimaka jest dwubarwne: tył, czułki i górne części boków są niebieskawo-szare, a dolne części boków i noga jasnoszare.

## Znaczenie gospodarcze
Szklarka szklarniowa jest uważana za szkodnika upraw szklarniowych, ale na jedynym stanowisku jej występowania w Polsce nie zaobserwowano szkodliwego oddziaływania na rośliny.